# Бернадет Деси
Бернадет Деси (фр. Bernadets-Dessus) насеље је и општина у јужној Француској у региону Миди Пирене, у департману Горњи Пиринеји која припада префектури Тарб.
По подацима из 2011. године у општини је живело 147 становника, а густина насељености је износила 18,7 становника/km². Општина се простире на површини од 7,86 km². Налази се на средњој надморској висини од 480 метара (максималној 505 m, а минималној 305 m).

## Демографија
| 1962. | 1968. | 1975. | 1982. | 1990. | 1999. | 2011. |
| ----- | ----- | ----- | ----- | ----- | ----- | ----- |
| 176   | 187   | 185   | 173   | 159   | 155   | 147   |

График промене броја становника у току последњих година